# Nesta Carter
Nesta Carter (Banana Ground, 11 de outubro de 1985) é um velocista jamaicano, campeão olímpico e tricampeão mundial do revezamento 4x100 m rasos..
Carter fez parte do time da Jamaica no atletismo em Pequim 2008 que conquistou a medalha de ouro e um novo recorde mundial - 37s10 - nos 4x100 m, juntamente com Usain Bolt, Michael Frater e Asafa Powell. O tempo de corrida de Carter foi de 10.34 segundos de acordo com a USATF High Performance.[carece de fontes?]
Em Londres 2012 conquistou o bicampeonato olímpico, ao lado de Usain Bolt, Michael Frater e Yohan Blake no mesmo revezamento, que mais uma vez estabeleceu um novo recorde mundial para a modalidade, 36,84s.
Sua primeira medalha individual nos 100 m rasos em Mundial ao ar livre, um bronze, veio no Campeonato Mundial de Atletismo de 2013, em Moscou, quando marcou 9s95 atrás de Usain Bolt e do norte-americano Justin Gatlin. No mesmo torneio tornou-se também bicampeão mundial por equipes integrando o revezamento 4x100 m vitorioso da Jamaica. No Mundial seguinte, Pequim 2015, tornou-se tricampeão mundial do revezamento 4x100 m.
O Comitê Olímpico Internacional anunciou em 25 de janeiro de 2017 que Carter foi flagrado com a substância dimetilamilamina em reanálise das amostras de urina dos Jogos Olímpicos de Pequim 2008 e com isso a equipe da Jamaica foi desclassificada do revezamento 4x100 m rasos, no qual acabou com a medalha de ouro.

## Marcas pessoais
| Evento | Local             | Tempo  |
| ------ | ----------------- | ------ |
| 100 m  | Rieti, Itália     | 9.78s  |
| 200 m  | Kingston, Jamaica | 20.31s |